# Challenge d'Asie de hockey sur glace 2014
Navigation
Thaïlande 2013
Le Challenge d'Asie de hockey sur glace 2014 est la septième édition de cette compétition de hockey sur glace organisée par la Fédération internationale de hockey sur glace. Il a lieu du 16 mars au 22 mars 2014 à Abou Dabi aux Émirats arabes unis.
Vainqueur de toutes ses rencontres, Taïwan remporte son quatrième titre.
Pour la première fois, un second échelon appelé Division I est organisé à Bichkek au Kirghizistan (24 février-2 mars 2014).

## Division élite
La Division élite a lieu du 16 mars au 22 mars 2014 à Abou Dabi aux Émirats arabes unis. Il s'agit de la seconde édition jouée dans ce pays celle de 2009. Six équipes prennent part au tournoi : les Émirats arabes unis, Hong Kong, le Koweït, la Mongolie, la Thaïlande et Taïwan.
Les six équipes participantes sont rassemblées au sein d'une poule unique. Chaque équipe s'affronte une fois. Un classement est ensuite établi. La répartition des points durant cette phase est la suivante : une victoire dans le temps réglementaire vaut 3 points, une victoire après une prolongation (mort subite) ou une séance de tirs de fusillade 2 points, une défaite après une prolongation ou une séance de tirs de fusillade 1 point, une défaite dans le temps réglementaire 0 point. Si deux équipes ou plus sont à égalité de points, seules les rencontres opposant les équipes concernées sont prises en compte pour les départager. L'équipe finissant première remporte le titre tandis que celle se classant au dernier rang est relégué en Division I pour l'édition 2015.

### Résultats
| 16 mars 2014 | Hong Kong | 1-2 (TB) (0-0, 1-0, 0-1, 0-0, 0-1) | Thaïlande | Abu Dhabi Ice Skating Arena 56 spectateurs |

| 16 mars 2014 | Mongolie | 3-10 (2-4, 0-2, 1-4) | Taïwan | Abu Dhabi Ice Skating Arena 205 spectateurs |

| 16 mars 2014 | Émirats arabes unis | 5-1 (3-0, 0-0, 2-1) | Koweït | Abu Dhabi Ice Skating Arena 437 spectateurs |

| 17 mars 2014 | Taïwan | 16-1 (6-0, 6-1, 4-0) | Koweït | Abu Dhabi Ice Skating Arena 59 spectateurs |

| 17 mars 2014 | Hong Kong | 2-9 (1-4, 1-1, 0-4) | Mongolie | Abu Dhabi Ice Skating Arena 77 spectateurs |

| 17 mars 2014 | Thaïlande | 4-5 (pr) (1-3, 0-1, 3-0, 0-1) | Émirats arabes unis | Abu Dhabi Ice Skating Arena 150 spectateurs |

| 19 mars 2014 | Mongolie | 3-1 (0-0, 1-1, 2-0) | Koweït | Abu Dhabi Ice Skating Arena 48 spectateurs |

| 19 mars 2014 | Taïwan | 15-1 (3-0, 7-1, 5-0) | Thaïlande | Abu Dhabi Ice Skating Arena 55 spectateurs |

| 19 mars 2014 | Hong Kong | 1-5 (0-0, 1-2, 0-3) | Émirats arabes unis | Abu Dhabi Ice Skating Arena 240 spectateurs |

| 20 mars 2014 | Thaïlande | 2-8 (1-2, 1-3, 0-3) | Mongolie | Abu Dhabi Ice Skating Arena 150 spectateurs |

| 20 mars 2014 | Koweït | 0-6 (0-3, 0-2, 0-1) | Hong Kong | Abu Dhabi Ice Skating Arena 104 spectateurs |

| 20 mars 2014 | Émirats arabes unis | 2-5 (1-0, 0-2, 1-3) | Taïwan | Abu Dhabi Ice Skating Arena 470 spectateurs |

| 22 mars 2014 | Taïwan | 7-1 (3-1, 2-0, 2-0) | Hong Kong | Abu Dhabi Ice Skating Arena 121 spectateurs |

| 22 mars 2014 | Koweït | 2-10 (1-6, 1-2, 0-2) | Thaïlande | Abu Dhabi Ice Skating Arena 134 spectateurs |

| 22 mars 2014 | Émirats arabes unis | 3-1 (1-0, 0-1, 2-0) | Mongolie | Abu Dhabi Ice Skating Arena 437 spectateurs |

| Clt   | Équipe              | PJ | V | VP | D | DP | BP | BC | Diff | Pts |
| ----- | ------------------- | -- | - | -- | - | -- | -- | -- | ---- | --- |
| +001, | Taipei chinois      | 5  | 5 | 0  | 0 | 0  | 53 | 8  | +45  | 15  |
| +002, | Émirats arabes unis | 5  | 3 | 1  | 1 | 0  | 20 | 12 | +8   | 11  |
| +003, | Mongolie            | 5  | 3 | 0  | 2 | 0  | 24 | 18 | +6   | 9   |
| +004, | Thaïlande           | 5  | 1 | 1  | 2 | 1  | 19 | 31 | -12  | 6   |
| +005, | Hong Kong           | 5  | 1 | 0  | 3 | 1  | 11 | 23 | -12  | 4   |
| +006, | Koweït              | 5  | 0 | 0  | 5 | 0  | 5  | 40 | -35  | 0   |

- Vainqueur du Challenge d'Asie de hockey sur glace 2014
- Relégué en Division I en 2015

### Bilan
Invaincu, Taïwan remporte son second titre consécutif, le quatrième dans cette compétition. Le Koweït est quant à lui relégué en Division I pour l'édition 2015. L'émirien Khaled Al Suwaidi est désigné meilleur gardien de but. Les récompenses de meilleur défenseur et de meilleur attaquant reviennent respectivement aux taïwanais Shen Yen-Lin et Weng To. Auteur de 11 buts et autant d'aides pour un total de 22 point, le taïwanais Lu Lifeng termine meilleur marqueur du tournoi.

## DivisionI
Pour la première fois, une division inférieure est organisée. Cette Division I a lieu du 24 février au 2 mars 2014 à Bichkek au Kirghizistan.  Toutes les rencontres se tiennent au Katok Gorodskoi.
Le tournoi oppose quatre équipes : l'Inde, le Kirghizistan, Macao et Singapour. Celles-ci sont rassemblées dans un groupe unique pour le premier tour. Chaque équipe s'affronte une fois. Un classement est ensuite établi. La répartition des points durant cette phase est la suivante : une victoire dans le temps réglementaire vaut 3 points, une victoire après une prolongation (mort subite) ou une séance de tirs au but 2 points, une défaite après une prolongation ou une séance de tirs au but 1 point, une défaite dans le temps réglementaire 0 point. Si deux équipes ou plus sont à égalité de points, seules les rencontres opposant les équipes concernées sont prises en compte pour les départager. Toutes les équipes prennent part à la phase finale. En demi-finales, le premier affronte le quatrième et le deuxième joue contre le troisième. S'ensuivent la finale et le match pour la troisième place.

### Premier tour
| 24 février 2014 | Macao | 12-0 (2-0, 5-0, 5-0) | Inde | Katok Gorodskoi 107 spectateurs |

| 24 février 2014 | Kirghizistan | 6-3 (3-1, 1-1, 2-1) | Singapour | Katok Gorodskoi 403 spectateurs |

| 26 février 2014 | Singapour | 2-1 (0-0, 0-0, 2-1) | Macao | Katok Gorodskoi 87 spectateurs |

| 26 février 2014 | Inde | 2-6 (0-1, 1-2, 1-3) | Kirghizistan | Katok Gorodskoi 427 spectateurs |

| 27 février 2014 | Singapour | 6-2 (1-0, 0-1, 5-1) | Inde | Katok Gorodskoi 88 spectateurs |

| 27 février 2014 | Kirghizistan | 3-1 (1-1, 2-0, 0-0) | Macao | Katok Gorodskoi 412 spectateurs |

| Clt   | Équipe       | PJ | V | VP | D | DP | BP | BC | Diff | Pts |
| ----- | ------------ | -- | - | -- | - | -- | -- | -- | ---- | --- |
| +001, | Kirghizistan | 3  | 3 | 0  | 0 | 0  | 15 | 6  | +9   | 9   |
| +002, | Singapour    | 3  | 2 | 0  | 1 | 0  | 11 | 9  | +2   | 6   |
| +003, | Macao        | 3  | 1 | 0  | 2 | 0  | 14 | 5  | +9   | 3   |
| +004, | Inde         | 3  | 0 | 0  | 3 | 0  | 4  | 24 | -20  | 0   |

### Phase finale
|  | Demi-finales              | Demi-finales              |                        |   | Finale                  | Finale                  |
|  | Demi-finales              | Demi-finales              |                        |   | Finale                  | Finale                  |
|  |                           |                           |                        |   |                         |                         |
|  | 1er mars, Katok Gorodskoi | 1er mars, Katok Gorodskoi |                        |   | 2 mars, Katok Gorodskoi | 2 mars, Katok Gorodskoi |
|  | 1er mars, Katok Gorodskoi | 1er mars, Katok Gorodskoi |                        |   | 2 mars, Katok Gorodskoi | 2 mars, Katok Gorodskoi |
|  | Kirghizistan              | 16                        |                        |   | 2 mars, Katok Gorodskoi | 2 mars, Katok Gorodskoi |
|  | Kirghizistan              | 16                        |                        |   | 2 mars, Katok Gorodskoi | 2 mars, Katok Gorodskoi |
|  | Inde                      | 2                         |                        |   | 2 mars, Katok Gorodskoi | 2 mars, Katok Gorodskoi |
|  | Inde                      | 2                         | Kirghizistan           | 4 |                         |                         |
|  | 1er mars, Katok Gorodskoi |                           | Kirghizistan           | 4 |                         |                         |
|  |                           | Macao                     | 5                      |   |                         |                         |
|  | Singapour                 | Macao                     | 5                      | 1 |                         |                         |
|  | Singapour                 |                           |                        | 1 |                         |                         |
|  | Macao                     | 2                         |                        |   |                         |                         |
|  | Macao                     | 2                         | Match pour la 3e place |   |                         |                         |
|  |                           |                           |                        |   |                         |                         |
|  | 2 mars, Katok Gorodskoi   |                           |                        |   |                         |                         |
|  |                           |                           |                        |   |                         |                         |
|  | Inde                      | 3                         |                        |   |                         |                         |
|  | Inde                      | 3                         |                        |   |                         |                         |
|  | Singapour                 | 5                         |                        |   |                         |                         |
|  | Singapour                 | 5                         |                        |   |                         |                         |

#### Détails des matchs

##### Demi-finales
| 1er mars 2014 | Kirghizistan | 16-2 (6-1, 5-1, 5-0) | Inde | Katok Gorodskoi 385 spectateurs |

| 1er mars 2014 | Singapour | 1-2 (TB) (0-0, 0-1, 1-0, 0-0, 0-1) | Macao | Katok Gorodskoi 214 spectateurs |

##### Match pour la troisième place
| 2 mars 2014 | Singapour | 5-3 (1-1, 2-0, 2-2) | Inde | Katok Gorodskoi 326 spectateurs |

##### Finale
| 2 mars 2014 | Kirghizistan | 4-5 (0-1, 4-3, 0-1) | Macao | Katok Gorodskoi 476 spectateurs |

### Bilan
Macao remporte la Division I et gagne la promotion dans le groupe élite en 2015. les macanais Chu Te-Lin et Mok Kim-Kei sont désignés respectivement meilleur gardien de but et meilleur attaquant tandis que la récompense du meilleur défenseur revient au singapourien Chew Wee Daniel. Le kirghiz Kanaibek Omurbekov finit meilleur pointeur avec 10 réalisations (8 buts et 2 aides).
| Place | Équipe       |
| ----- | ------------ |
| 1     | Macao        |
| 2     | Kirghizistan |
| 3     | Singapour    |
| 4     | Inde         |